# 緑の党 (メキシコ)
メキシコ環境主義緑の党（メキシコかんきょうしゅぎみどりのとう、スペイン語: Partido Verde Ecologista de México、略称：PVEM）は、メキシコの政党。日本語では、単に「緑の党」あるいは「緑の環境党」と訳される場合が多い。
1986年設立。国政選挙で得票率が10パーセントを下回ることはめったにないが、2000年の総選挙で国民行動党 (PAN) と提携して以降、2003年から2018年までは制度的革命党 (PRI) 、2019年以降は国民再生運動 (MORENA) と、ほかの主要政党と代わるがわる提携関係を結んでいる。

## 歴史
1986年に「Partido Verde Mexicano (メキシコ緑の党)」(PVM)という名称で結成され、初代の党首はホルヘ・ゴンサレス・トレスであった。PVMは、1988年の連邦選挙に民主国民戦線の一員として参加し、1991年には「Partido Ecologista de México (メキシコ環境党)」(PEM)の名で、初めて単独で選挙に参加した。しかし、政党としての登録に必要な得票率を達成することができなかったため、支持者たちは再度、条件付き登録の要件を満たすよう運動をしなければならなかった。この再登録は1993年に実現し、党名は現行のメキシコ環境主義緑の党となった。
1991年2月9日に政党資格を獲得して以来、この党は、ひとつの家族によって率いられてきた。初代党首ホルヘ・ゴンサレス・トレス(官僚出身で元PRI党員)は、党首の座を息子ホルヘ・エミリオ・ゴンサレス・マルティネス(上院議員で「緑の子」と称されていた)に継承させた。
1994年と1997年の連邦選挙ではPVEMは大きく得票を伸ばし、メキシコ第4の政党となった。この党勢を踏まえて、2000年の選挙では国民行動党(PAN)と「改革連合」を組んで選挙に参加した。この連合は大統領選挙における勝利をもたらしたが、その後PVEMはフォックス政権が環境問題の取り組みを実現していないとして、2001年に連合から離脱した。
2003年の連邦選挙で、PVEMは、全300選挙区のうち100選挙区で制度的革命党(PRI)と「Alianza para Todos (万人のための連合)」を組み、比例代表の14議席を合わせ、下院で17議席を獲得した。PVEMは、上院では選挙区1議席・比例代表4議席の5議席を占めた。これ以降は多くの州レベルの選挙でPRIと連合を組んでいる。
2006年の大統領選挙において、国会議員のベルナルド・デ・ラ・ハルサを候補に立て、テレビでも強力な広報キャンペーンを展開して環境重視と腐敗との闘いを訴え、民衆から一定の支持を得た。最終的には、2005年11月末にPVEMは独自候補の撤退と、PRIのロベルト・マドラソ・ピンタド候補への支持を決定した。
2009年の中間選挙では、PVEMは、暗殺と誘拐の犯人に対する死刑の復活(メキシコは死刑を廃止している)、学校の時間延長による共働き世帯の子育て負担軽減、医療の無償化などを重点政策とした。PVEMの広報アナウンスメントには、テレビで活躍する俳優らが、党のスポークスマンとして出演した。

## イデオロギー
PVEMは、環境と天然資源の保護、そして腐敗との闘いを党是としている。PVEMはまた、メキシコの在来政党とは距離を置くことを宣言している(1997年の標語は「政治家に投票しないで、環境主義者に投票しよう」であった)。
国際的な環境保護団体グリーンピースは、マニフェストに沿って行動し、環境の大義を守るためには抵抗も辞さない自分たちとは異なり、PVEMのメンバーはメキシコの環境問題に関心を寄せておらず、環境主義政党とはいえない、と主張している。
最近(2008年、2009年)では、死刑復活を求めるPVEMのキャンペーンは、多くの批判を受けている。PVEMが死刑復活の政策を掲げたことに対し、欧州緑の党(EGP)は2009年2月10日に、PVEMを緑の党の一員とした従来の承認を取り消すと決定し、グローバルグリーンズ(緑の地球連盟)に対してPVEMの追放を検討するよう求めた。
PVEMは2020年代に進歩的な中道左派への転換を目指してきたが、保守派も依然として残っている。2019年には、MORENAの党首が環境保護と炭素燃料からの脱却を「悪名高いほど無視している」にもかかわらず、同党はMORENAと連携した。同党は2018年のマニフェストでリモートワーク、特別経済区の創設、半大統領制への移行を支持すると表明した。

## 党をめぐる事件

### 憲法違反の党則
2003年9月3日、メキシコの最高選挙裁判所は、PVEMの党則が、党首の違法行為を助長するおそれがあり、憲法に違反していると裁定した。

### ビデオ・スキャンダル
2004年2月末に、ホルヘ・エミリオ・ゴンサレス・マルティネスへの200万米ドルの賄賂が渡されるところを写したビデオの存在が明らかになった。これは、カンクン近郊の保護地域の一部で、ホテル地区を建設するために規制解除を求めたものであったが、この地区のマングローブの破壊は植物相や動物相に深刻な影響を与えると言われていた。このような事態が生じたのは、カンクンの観光地区が位置するベニート・フアレス行政区をPVEMが統治していたからであった。

### ホモフォビア
2009年6月、PVEMのグアダラハラ市長候補であったハマリエル・ラミレス(Gamaliel Ramírez)は、同性愛者への共感を表明した社会民主党(PSD)のミゲル・ハラン・レイエス候補の性的嗜好を攻撃したとして、ハリスコ州の選挙・市民参加局から罰金を課された。

### 死刑復活論
2009年2月10日、欧州緑の党(EGP)は、PVEMがメキシコにおける政策に固執し、2001年にキャンベラで採択されたグローバルグリーンズ憲章に明白に違反しているとして、PVEMへの承認を取り消した。

### マス・メディア企業との結びつき
2008年と2009年に、俳優ラウル・アライサと、女優マイテ・ポローニが、スポークスマンとしてPVEMに参加したことは、一部の党所属候補がテレビ企業と結びついていたこと、また、PVEMがメディア規制に関してこうした企業に好都合な立場を取っており、ラジオ・テレビ・映画に関する委員会への参加に関心を見せていたことなどと結びついて、様々な独立ジャーナリストたちからのメディア企業へ、一部の政治評論家たちからPVEMへの、PVEMはテレビの党だという批判を引き起こした。

### 性別の平等というシミュラークル
PVEMはしばしば、選挙政党法の定めるクォータ制の要件に見合うように、党内外から女性候補を集めてきた。しかし、ひとたび当選するや、女性候補たちはその地位を放棄し、意図的に設けられた欠員を、繰り上げによって代わりの男性候補が埋めてしまい、結局、意図されていた性別の平等を目指す割当分はゼロまで減らされるため、メディアはこれを「シミュレーション」と呼んだ。この戦術は、PVEMだけのものではないが、最近の選挙(2009年)でも、他党より頻繁にこの手法が用いられている。

## 党首
- 1991年 - 2001年 ホルヘ・ゴンサレス・トレス
- 2001年 - 2011年 ホルヘ・エミリオ・ゴンサレス・マルティネス
- 2011年 - 2020年 カルロス・アルベルト・プエンテ・サラス
- 2020年 - カレン・カストレホン・トルヒージョ

## 大統領候補
- 1994年 ホルヘ・ゴンサレス・トレス 落選
- 2000年 ビセンテ・フォックス・ケサーダ（国民行動党との統一候補） 当選
- 2006年 ロベルト・マドラソ・ピンタード（制度的革命党との統一候補） 落選
- 2012年 エンリケ・ペーニャ・ニエト（制度的革命党との統一候補） 当選
- 2018年 ホセ・アントニオ・メアーデ（制度的革命党との統一候補） 落選
- 2024年 クラウディア・シェインバウム（国民再生運動との統一候補） 当選